# Lime (бренд)
Lime — российская компания и бренд, специализирующаяся на производстве и торговле одеждой, обувью, аксессуарами и парфюмерии, созданный в 2008 году в Самаре, Дмитрием Хохловым. На данный момент имеет около 100 центров ритейла в России, Армении, Беларуси, Казахстане и ОАЭ.
Центры управления компанией находятся в Самаре, Москве и Дубае. Юридический адрес — Самара, улица 22 Партсъезда, д 7а. Юридическое наименование организации — ООО «Стиль-Трейд». Выручка за 2023 год более 20,7 млрд. рублей, чистая прибыль — 2,7 млрд. рублей. Количество сотрудников более 2000 человек.

## История
ООО «Стиль — Трейд» было создано в 2008 году в Самаре. Изначально коллекции отшивались на производстве в Самаре, а в соседнем здании открыли магазин. Сначала работали как мультибренд, но позже оставили в ассортименте только собственные модели. В первые годы в компании было всего пару десятков сотрудников.
К 2011 году появился сам бренд Lime, товарный знак официально зарегистрировали, и первый магазин начал работать под новым фирменным названием. Одежда завоевала популярность у самарских покупательниц, поэтому решили открыть торговые точки в соседних регионах. С ростом продаж, производство продукции отдали на аутсорс, в Китай и Турцию.
Изначально Lime был брендом нацеленный на женскую аудиторию, но после ухода иностранного бизнеса, Lime занял позиции ушедших конкурентов и начал переход к «Family» формату, открывая точки с продажами детской, она же «kids», линейкой продукции и с мужской, она же «man». В 2023 году в ритейле появилась обувь, а в 2025 году — парфюмерия. Планируется создание линии продукцией для дома — аналогичной Zara Home.
В начале 2025 года российская сеть магазинов одежды Lime арендовала 22 000 м² в логистическом комплексе «Трилоджи парк Томилино» в Московской области сроком на пять лет. Ранее эти помещения использовались шведской компанией H&M, а с 2022 года — компанией «Сберлогистика».